# World Series of Poker 1985
De World Series of Poker 1985 werd gehouden in de Binion's Horseshoe in Las Vegas van 4 mei t/m 21 mei. Het was de 16de editie van de World Series of Poker, het grootste pokerevenement ter wereld.

## Toernooien
| Event                        | Winnaar                        | Prijs    | Tweede             |
| ---------------------------- | ------------------------------ | -------- | ------------------ |
| $2,500 Ace to Five Draw      | Dick Carson                    | $50,000  | Ronald Graham      |
| $1,000 Limit Hold'em         | Johnny Chan                    | $171,000 | Lyle Berman        |
| $10,000 Deuce to Seven Draw  | Tommy Fischer                  | $95,000  | David "Chip" Reese |
| $1,000 No Limit Hold'em      | Rick Hamil                     | $152,000 | Al Emerson         |
| $1,000 Ace to Five Draw      | Mark Mitchell                  | $63,500  | Paul Fontaine      |
| $500 Ladies' Seven Card Stud | Rose Pifer                     | $18,500  | Kathy Hudson       |
| $5,000 Pot Limit Omaha       | Thomas "Amarillo Slim" Preston | $85,000  | David "Chip" Reese |
| $1,000 Pot Limit Omaha       | Zoran Smiljanic                | $105,000 | Thomas Jacobs      |
| $1,000 Limit Omaha           | Tony Thang                     | $55,000  | Bill Bennett       |
| $5,000 Seven Card Stud       | Harry Thomas                   | $122,500 | Artie Cobb         |
| $1,000 Seven Card Stud       | Don Williams                   | $85,500  | Lou Axler          |
| $1,000 Seven Card Razz       | Edwin Wyde                     | $83,500  | Art Youngblood     |

## Main Event
Het Main Event was het grootste toernooi van de WSOP van 1985. Het is een 10.000 dollar No-Limit Texas Hold'em toernooi. De winnaar van dit toernooi wordt gezien als de officieuze wereldkampioen poker. Er deden in totaal 141 spelers mee.

### Finaletafel
| Positie | Naam             | Prijs    |
| ------- | ---------------- | -------- |
| 1       | Bill Smith       | $700,000 |
| 2       | T.J. Cloutier    | $280,000 |
| 3       | Berry Johnston   | $140,000 |
| 4       | Scott Mayfield   | $70,000  |
| 5       | Hamid Dastmalchi | $70,000  |
| 6       | Jesse Alto       | $42,000  |

### Andere hoge posities
| Positie | Naam        | Prijs   |
| ------- | ----------- | ------- |
| 7       | Johnny Moss | $42,000 |